# EconomyBookings.com
EconomyBookings es un intermediario de alquiler de coches en línea propiedad de Booking Group y con sede en Riga, Letonia.
Visión general EconomyBookings fue fundada en 2008 en Riga, Letonia, por dos antiguos atletas de remo, Alen Baibekov e Igor Demchakov, quienes previamente trabajaron en la industria del alquiler de coches.
EconomyBookings, como sitio web, funciona como un agregador para diversas compañías de alquiler de coches globales y local propiedad de Booking Group. Booking Group se dedica a brindar servicios de intermediación de alquiler de coches en el entorno de Internet utilizando la plataforma en línea "Economybooking.com".
La compañía emplea a un número relativamente pequeño de personas, con tan solo 65 empleados, según se mencionó en 2018.